# Chilcotin (région)
Pour les articles homonymes, voir Chilcotin.

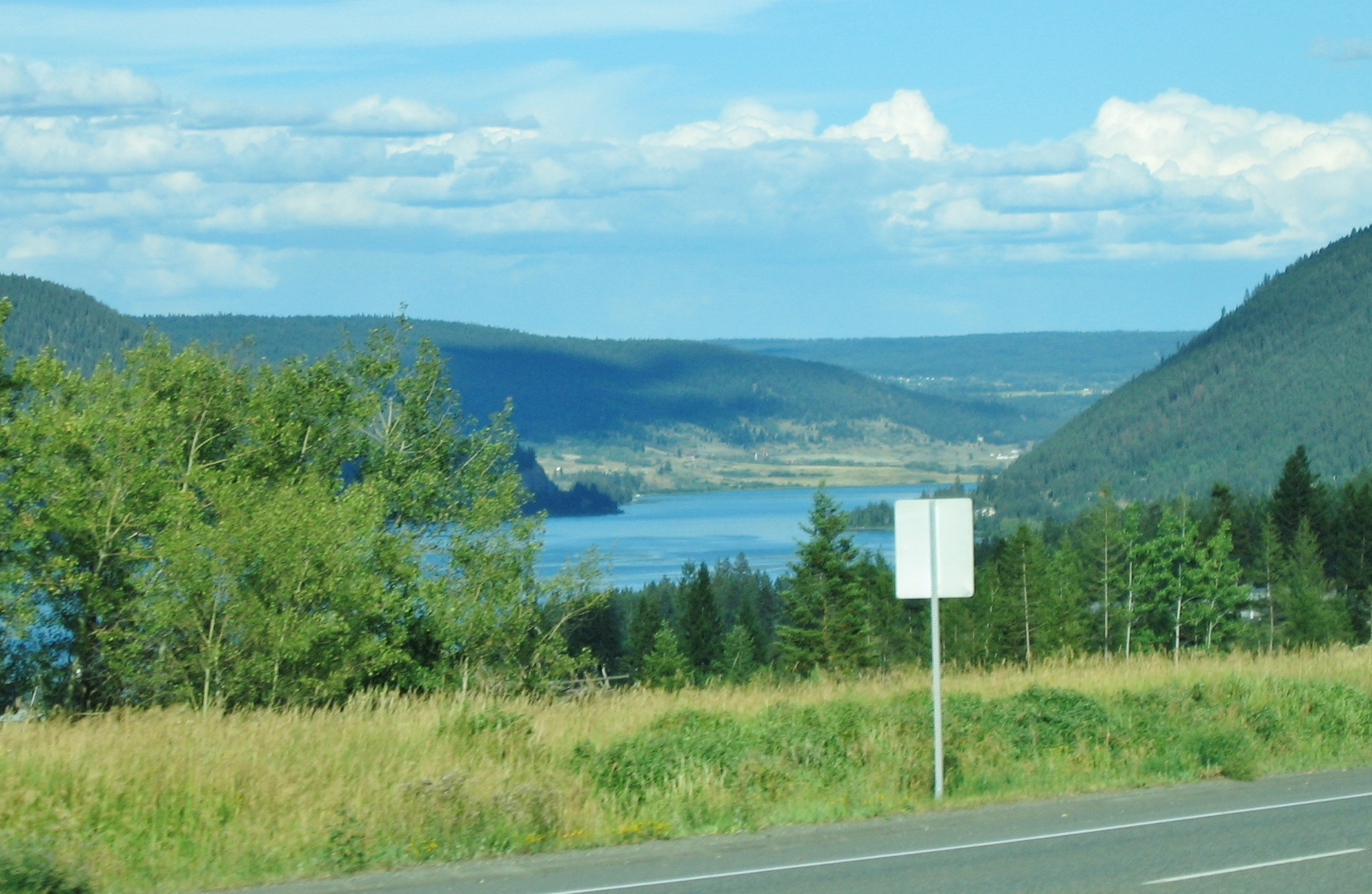
Vue de la Rivière Fraser, Chilcotin distrcit, Autoroute 20 de la Colombie Britannique.

La Chilcotin (aussi en anglais : Chilcotin District ou Chilcotin Country) est une région « historique » de l'Intérieur de la province de Colombie-Britannique au Canada. La Chilcotin est située sur le plateau Intérieur et son territoire est constitué essentiellement de plateaux et de montagnes.